# آنتونیو ماچادو
آنتونیو ماچادو (اسپانیایی: Antonio Machado‎؛ ‏ ۲۶ ژوئیهٔ ۱۸۷۵ – ۲۲ فوریهٔ ۱۹۳۹) یک شاعر، نویسنده، و نمایشنامه‌نویس اهل اسپانیا بود.
وی یکی از شاخص‌ترین چهره‌های جنبش ادبی موسوم به «نسل ۹۸» محسوب می‌شود. آثار او که در ابتدا نوگرایانه بودند، به سمت شکلی صمیمی از نمادگرایی با ویژگی‌های رمانتیسم تکامل یافتند. او به تدریج سبکی را توسعه داد که از یک سو با تعامل با بشریت و از سوی دیگر با تأملی تقریباً تائوئیستی در باب هستی مشخص می‌شد، ترکیبی که به گفته خودش، کهن‌ترین حکمت عامیانه را منعکس می‌کرد. به گفته خراردو دیگو، ماچادو «به شعر سخن می‌گفت و در شعر زندگی می‌کرد».
وقتی جنگ داخلی اسپانیا در ژوئیه ۱۹۳۶ آغاز شد، ماچادو در مادرید بود. جنگ او را برای همیشه از برادرش مانوئل که در منطقه ملی‌گراها (فرانکویست‌ها) گرفتار شده بود و از شاعر پسامدرنیست پیلار د بالدراما که در پرتغال بود، جدا کرد. ماچادو به همراه مادر پیر و عمویش به والنسیا و سپس در سال ۱۹۳۸ به بارسلون منتقل شد. سرانجام، هنگامی که فرانکو به آخرین سنگرهای جمهوری‌خواهان نزدیک می‌شد، آنها مجبور شدند از مرز فرانسه به کولیور نقل مکان کنند. در اینجا، در ۲۲ فوریه ۱۹۳۹، آنتونیو ماچادو، تنها سه روز قبل از مادرش، درگذشت. در جیب او آخرین شعرش، این روزهای آبی و این خورشید کودکی پیدا شد. ماچادو در کولیور به خاک سپرده شد؛ لئونور در سوریا به خاک سپرده شد.
او در دسامبر ۱۹۳۸ در مسیر خود به کولیور نوشت: «برای استراتژیست‌ها، برای سیاستمداران، برای مورخان، همه چیز روشن خواهد شد: ما جنگ را باختیم. اما در سطح انسانی مطمئن نیستم: شاید ما پیروز شدیم.»